# 商業交易所大樓
商業交易所大樓（Merchants Exchange Building）是一座办公楼，位于美國加利福尼亞州旧金山加利福尼亚街465号。商交所大厦实际上是指三个不同历史时期的城市建筑，第一个在Battery街，后两者在现址加利福尼亚州街，界于蒙哥马利街和Leidesdorff Alley。